# Tillandsia 'Jane Williams'
Tillandsia 'Jane Williams' es un cultivar híbrido del género Tillandsia perteneciente a la familia Bromeliaceae.
Es un híbrido creado en el año 1998 con las especies Tillandsia streptophylla × Tillandsia mitlaensis.